# Arnö, Innaren
Arnö är den största ön i sjön Innaren i Gårdsby socken i Växjö kommun. På ön finns ett kyrkoreservat som förvaltas av Gårdsby hembygdsförening. Arnö kan ses från rastplatsen med kiosken i Norra Åreda vid riksväg 23. Ön är känd för den stora förekomsten av mygg.